# Dziękujmy wszyćcy
Dziękujmy wszyćcy – incipit polskiej anonimowej pieśni religijnej, znanej z kopii z około 1526.
Pieśń ta nawiązuje do krótkiej łacińskiej sekwencji Grates nunc omnes, odnoszącej się do Bożego Narodzenia. Polski autor rozwinął wątki pierwowzoru (radość z narodzin Jezusa, pokonanie szatana i wyzwolenie ludzkości z jego władzy). Pieśń składa się z czterech siedmiowersowych strof o rymach aabbccc.  Wierniejszym tłumaczeniem na polski tej samej sekwencji jest pieśń Dzięki już wszytcy oddajmy Panu Bogu.